# Beli (volcà)
Beli (en rus: Белый вулкан) és un volcà en escut que es troba al centre de la península de Kamtxatka, Rússia, a la serralada Sredinni. Es troba coronat per un petit estratovolcà que s'eleva fins als 2.080 msnm. El cim presenta dos cràters, els diàmetres dels quals no superen els 100-120 metres. Al vessant sud-oest hi ha un petit con de cendres amb colades de lava.